# Bularros
Bularros es un municipio de España perteneciente a la provincia de Ávila, en la comunidad autónoma de Castilla y León. En 2017 contaba con una población de 68 habitantes.

## Geografía
Ubicación
La localidad está situada a una altitud de 1169 m s. n. m. Bularros limita al norte con Villaflor y Aveinte, al este con Monsalupe, Ávila y Marlín, al sur con Sanchorreja y Martiherrero; y al oeste con Gallegos de Altamiros.
| Noroeste: Villaflor             | Norte: Aveinte   | Noreste: Monsalupe             |
| Oeste: Villaflor                |                  | Este: Ávila                    |
| Suroeste: Gallegos de Altamiros | Sur: Sanchorreja | Sureste: Marlín y Martiherrero |

### Núcleos de población
Pertenecen al municipio las poblaciones de Villaverde y Muñoyerro.

## Demografía
Bularros cuenta con una población de 55 habitantes (INE 2024).
| Gráfica de evolución demográfica de Bularros entre 1842 y 2021 |
| |
| Población de derecho según los censos de población del INE. Población de hecho según los censos de población del INE.Entre el censo de 1857 y el anterior, crece el término del municipio porque incorpora a Muñoyerro. |

## Fiestas
24 de agosto - San Bartolomé: Las fiestas grandes de Bularros son las de San Bartolo.